# Fürstengrab von Nagold

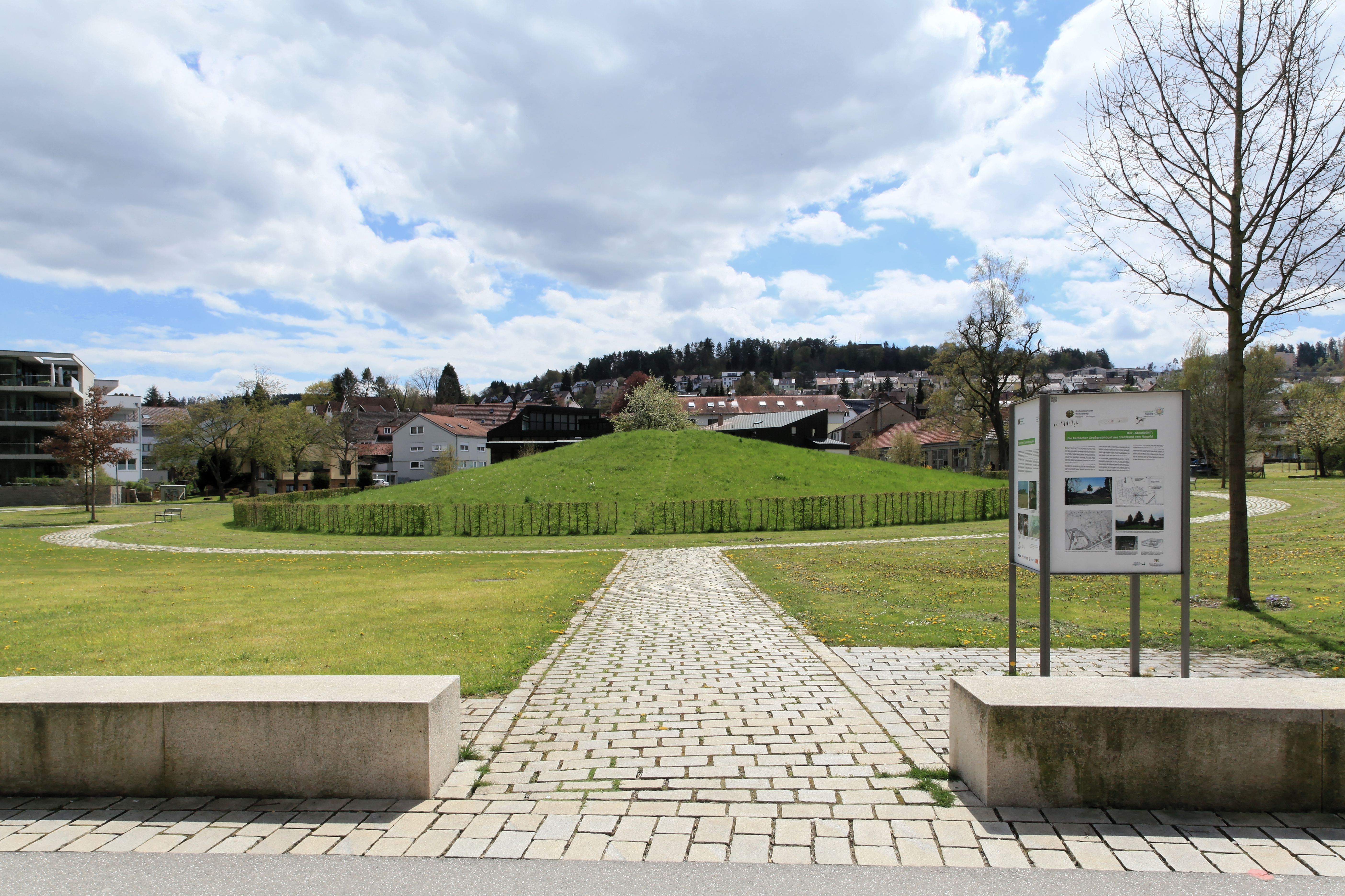
Großgrabhügel im Krautbühlpark

Das Fürstengrab von Nagold ist ein Keltischer Großgrabhügel, der Krautbühl genannt wird. Der frühkeltische Grabhügel liegt im Stadtgebiet von Nagold. Mit einem Durchmesser von 50 m und einer heutigen Höhe von 4,5 m gehört er zu den größten und besterhaltenen Grabhügeln der Region und ist ein eingetragenes Kulturdenkmal.

## Namensgebung

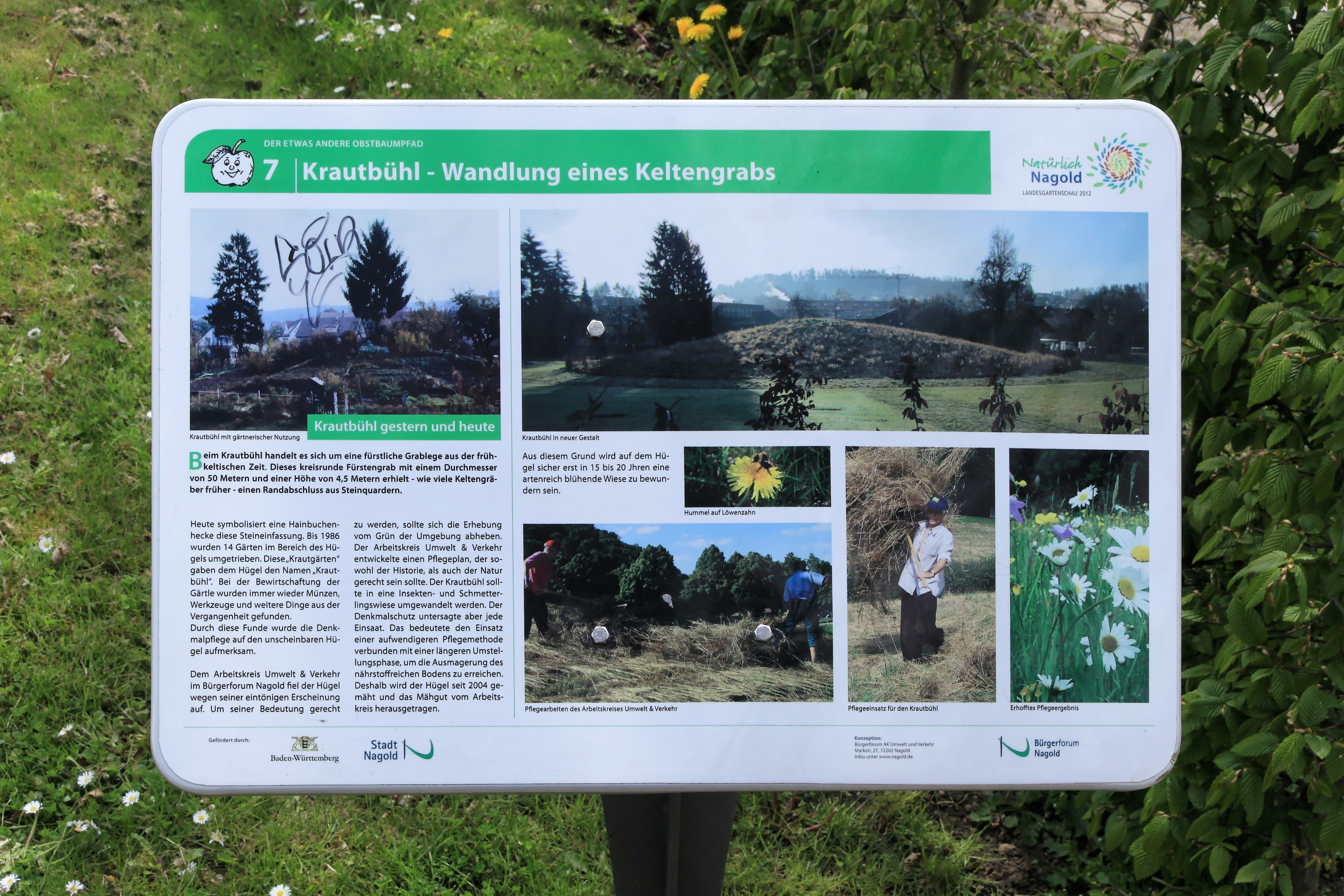
Krautbühl vor 1986, Bild oben links der Schautafel

Einst hieß der Hügel „Heidenbühl“. Die Bevölkerung hatte sich wohl schon früher Gedanken über seine Entstehung gemacht und hat sie in vorchristliche Zeit verlegt. Der heutige Name „Krautbühl“ leitet sich von den 14 Kräutergärten ab, die bis 1986 den Grabhügel bedeckten.

## Lage, Form und Datierung

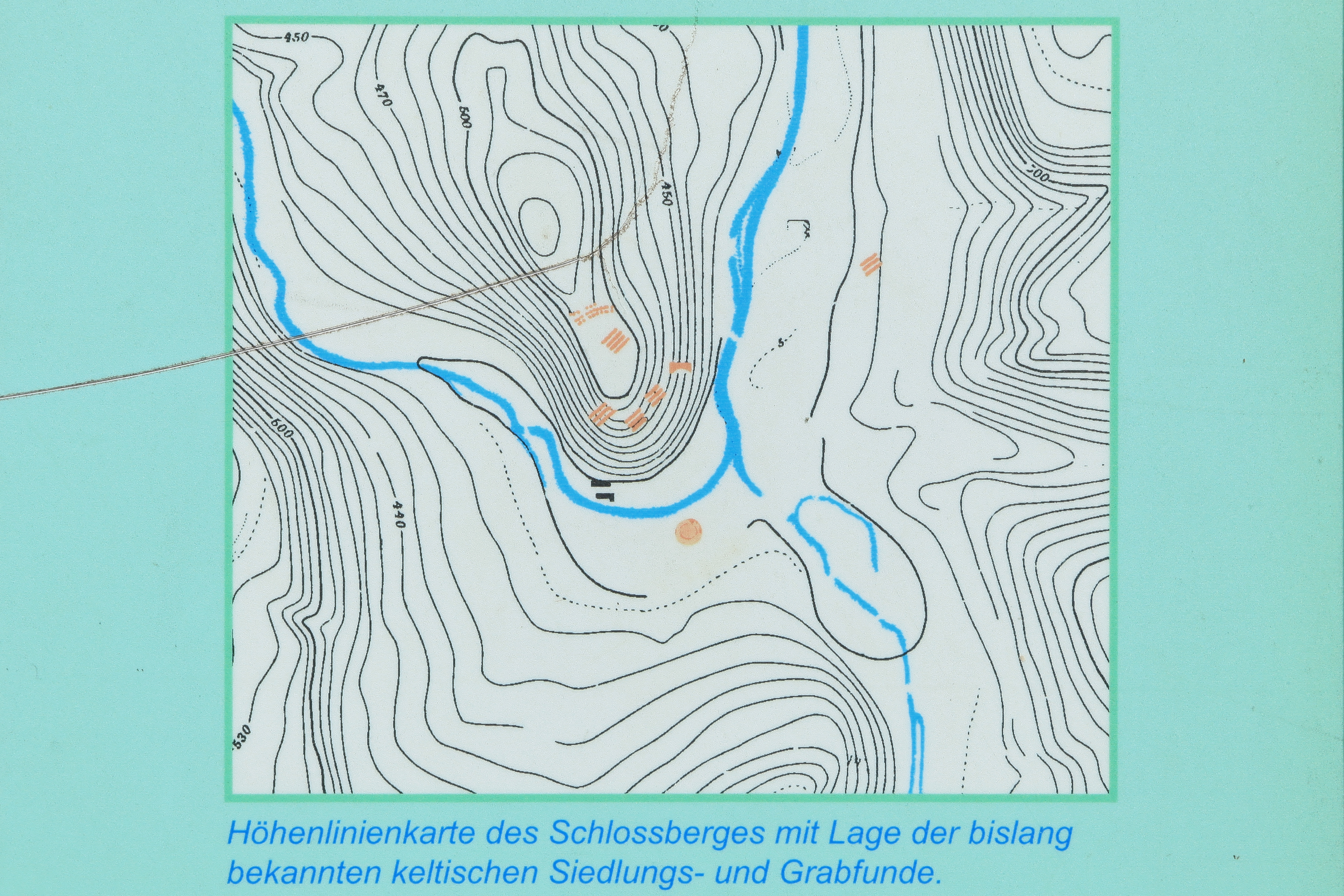
Schlossberg mit dem Grabhügel südlich der Nadoldschleife

Der Großgrabhügel liegt im Nagolder Krautbühlpark, südlich unterhalb des Nagolder Schlossbergs an der Nagoldschleife, nur etwa 60 m südlich des Flüsschens Nagold. Der Grabhügel hat einem Durchmesser von 50 m und ist heute noch 4,5 m hoch. Er zählt zu den größten und besterhaltenen frühkeltischen Grabhügeln der Region und verkörpert das bislang älteste, sichtbare Monument der Geschichte der Stadt Nagold. Durch die Nutzung des Hügels als Kräutergarten wurde Erdmaterial von der Hügelkuppe allmählich hangabwärts verschoben, so dass der ursprünglich kalottenförmige Hügel eine flachkegelige Form bekam.
Der Grabhügel stammt aus frühkeltischer Zeit (6. bis 5. Jh. v. Chr.) und war wahrscheinlich für einen vornehmen Kelten errichtet worden. Auf dem Schlossberg befand sich wahrscheinlich ein späthallstatter- (620–450 v. Chr.) oder frühlatènezeitlicher (450–380 v. Chr.) Fürstensitz mit Höhensiedlung, was zahlreiche Funde vom Schlossberg sowie dessen beherrschende topographische Lage vermuten lassen. Im Stadtbereich von Nagold weisen keltische Siedlungsfunde und Gräber auf eine enge vorgeschichtliche Besiedlung hin. Der Fürstensitz mit seiner dazugehörenden Siedlung hatte sicher nicht die Bedeutung von Großanlagen wie der Heuneburg, spielte aber bestimmt eine wichtige Rolle in der Kontrolle der hier verlaufenden Handels- und Verkehrswege sowie in der Nutzung der Ressourcen des Schwarzwaldes (Holz, Erz).

## Grabungen und Funde
Schon bei der Nutzung der Kräutergärten wurden im 19. Jahrhundert römische Scherben in der Hügelschüttung gefunden. Dies wurden als Hinweis gewertet, dass hier im 2. Jh. n. Chr. römische Bestattung eingebracht wurden. Zu dieser Zeit war der Hügel bereits etwa 700 Jahre alt.
1899 wurde im oberen Bereich des Hügels eine aus Steinplatten errichtet Grabkammer (Steinkistengrab) gefunden; die niedergelegte Bestattung enthielt jedoch keine Funde. Im Verlauf einer Grabung fand der Archäologe Oscar Paret 1925 drei weitere Steinkistengräber, wobei er am Schädel einer Bestattung ein eisernes Messer, die Reste eines Ring aus Bronze sowie zwei Glasperlen fand. Etwa 1938 wurde eine weitere große Steinplatte auf halber Hügelhöhe freigelegt. Der damalige Grundbesitzer griff in eine Öffnung unter der Steinplatte und barg ein verrostetes Eisenschwert, das jedoch verloren ging. Ein Kindergrab mit kleinem Sarg aus rötlichem Gestein wurde um 1950 entdeckt. Der Sarg verblieb an der Fundstelle und der Kinderschädel wurde auf dem Rathaus abgegeben. Schließlich wurde 1979 beim Bau einer neuen Kanaltrasse Spuren einer Trockenmauer freigelegt, die ursprünglich den Hügelfuß begrenzte. Die Steinplattengräber konnten auf die Merowingerzeit datiert werden (spätes 7. Jh. n. Chr.). Gemäß der Funde diente der Grabhügel im frühen Mittelalter als Bestattungsplatz für eine bedeutsame Alamannenfamilie. Weitere systematische Ausgrabungen wurden bisher nicht durchgeführt.

## Zerstörungsfreie Untersuchungen des Grabhügels
Jede Ausgrabung führt letztendlich zur Zerstörung der Originalsubstanz. Gemäß des Grundsatzes „Erhaltung geht vor Erforschung“ wurden im Jahre 2001 geophysikalische Messungen auf dem Krautbühl und in dessen unmittelbarer Umgebung durchgeführt, die einen zerstörungsfreien Erkenntnisgewinn ermöglichten. Mittels hochempfindlicher Messungen wurden physikalische Eigenschaften des Untergrundes ermittelt und hinsichtlich ihrer archäologischen Bedeutung interpretiert. So wurden zum Beispiel in Tiefenprofilen die Magnetisierung und elektrischer Leitfähigkeit des Bodens gemessen sowie die Ausbreitung seismischer und/oder elektromagnetischer Wellen untersucht.

### Magnetik
Die Magnetik ist die Standardmethode in der geophysikalischen Archäoprospektion. Im Bereich Krautbühl wurde zur flächendeckenden geomagnetischen Erkundung ein Fluxgate-Magnetometer eingesetzt. Mit zwei Sonden wurde der Vertikalgradient des Magnetfeldes bis zu einer Tiefe von 2 m gemessen. Die Empfindlichkeit der Messung betrug 0,1 nT (Nanotesla) bei einem gesamten Magnetfeld in Nagold von etwa 47.500 nT.
Eisenhaltige Objekte zeigen starke Abweichungen im Magnetfeld. Im Hügelbereich konnten zahlreiche derartige Objekte nachgewiesen werden, die jedoch primär der landwirtschaftlichen Nutzung des Hügels zugeschrieben wurden.
Nichteisenhaltige Objekte wie Mauern, Steinkistengräber oder ausgehobene und wieder verfüllte Gruben und Gräben verursachen nur geringe Abweichungen im Magnetfeld und sind deshalb schwer detektierbar. Die Messungen zeigten nur geringe magnetische Störungen von meist halbkreisförmigen Strukturen. Lokalisation, Form und Ausprägung der Strukturen weisen auf möglich Spuren vor- und frühgeschichtlicher Gräber hin. Eine etwa 10 m lange, leicht gebogene Struktur im Norden des Grabhügels könnte die Fortsetzung der in diesem Bereich aufgefundenen Hügelfußumfassungsmauer sein.
Es sei noch angemerkt, dass im Boden unmittelbar westlich des Grabhügels Hinweise auf weitere archäologische Strukturen gefunden wurden. Vielleicht liegen dort weitere Gräber aus keltischer oder alamannischer Zeit.

### Bodenradar
Das Bodenradar erlaubt eine Charakterisierung des Untergrundes mit hochfrequenten elektromagnetischen Wellen. In den Radargrammen der Messdaten zeigen sich mögliche im Untergrund vorhandene Objekte durch typischer Reflexionshyperbeln. Im Bereich Krautbühl erlaubte die verwendete Meßfrequenz eine Erkundungstiefe von 10 m, wobei der Untergrund ausschließlich entlang von Profilen vermessen wurde, die geradlinig durch den Grabhügel verliefen.
Dieses in Referenz  dargestellte Radargramm zeigt ein von Süden nach Norden verlaufendes Radarprofil. Bei den Profilkoordinaten von 21,3 m und 34,8 m sind deutliche Reflexionshyperbeln erkennbar, die in etwa 1 m Tiefe ihren höchsten Punkt haben. Die Form, Ausdehnung und Tiefenlage der Objekte, welche die Reflexionshyperbeln auslösten, entsprechen wahrscheinlich Steinkistengräbern, wie sie bei der Grabung im Jahre 1925 aufgefunden wurden.
Dieses in Referenz  von Süden nach Norden zentral über die Hügelkuppe gemessene Radarprofil belegt die Existenz einer zentralen Grabkammer im Inneren des Hügels. In 4 m Tiefe befindet sich eine etwa 2,5 m bis 3,5 m breite Zone verstärkter Reflexionen, die auf diese Kammer hindeutet. Nach Auswertung alle gemessenen Profile liegt die zentrale Grabkammer leicht südlich des Hügelmittelpunkts in durchschnittlich 4 m Tiefe und besitzt eine Ausdehnung von etwa 2,5 m auf 3,5 m. Der Archäologe Günther Wieland resümiert: „Man darf hier die Bestattung eines lokalen Machthabers aus frühkeltischer Zeit vermuten, der seinen Wohnsitz vermutlich auf dem unmittelbar benachbarten Schlossberg von Nagold hatte“.

## Anmerkung
Der Großgrabhügel Krautbühl ist ein eingetragenes Kulturdenkmal nach § 2 des Denkmalschutzgesetzes.